# 松本華羊
松本 華羊（まつもと かよう、 1893年（明治26年） - ?）は、大正から昭和初期にかけての女性日本画家。本名は松本（和気）新子。

## 生涯
明治26年（1893年）、東京に生まれる。父は銀行勤務を経て専修学校（現在の専修大学）、東京商業学校（現在の一橋大学）で簿記学を講義し、『銀行簿記学』『商業簿記学』などを著した松本邁。
生来の虚弱体質に加え、2歳のときに家の2階から転落して足の自由を失ったため、学齢に達しても学校には通わず、家庭教師を通じて一般教養を身につける。17歳ごろ、京都の上村松園、大阪の島成園とともに「三都三園」として知られた女性日本画家・池田蕉園に入門、「蕉蔭」を名乗って作品制作を開始する。他方尾竹越堂、尾竹竹坡兄弟にも師事する。
大正2年（1913年）3月、第13回巽画会展に『かへり路』が入選して画壇デビュー、次いで『ばらのとげ』『池のほとり』『都の春』を発表する。この頃より「華羊」の画号を用い始める。大正4年（1915年）1月、父・邁が大阪貯蓄銀行の監査役として迎えられたのに伴い大阪に転居、同年『たはむれ』『名残の春』『長閑』を発表する。10月の第9回文部省美術展覧会（文展）では『青葉の笛』が入選した。
一方、同年秋から年末ごろにかけ、島成園のほか岡本更園（星野更園）（1895年 - ?）、吉岡千種（1895年 - 1947年）とともに創作グループ「女四人の会」を結成、翌大正5年（1916年）5月には井原西鶴の『好色一代女』の登場人物に取材した諸作を連ねた、同会の第一回展が大阪で開催された。この頃より日本画と並行して洋画、彫塑を学び、大正6年（1917年）2月には島らともに「泥人形展覧会」も開催した。大正7年（1918年）頃の作とされる「殉教（伴天連お春）」は、今日では華羊の代表作とされるが、同年の第12回文展では落選の憂き目を見た。
大正11年（1922年）頃、大阪毎日新聞記者の和気律次郎と結婚し、武庫郡精道村（現在の芦屋市）打出や西宮市に居住する。大正14年（1925年）1月には木谷千種、星野更園、三露千鈴らを会員、日本画家北野恒富、菊池契月らを顧問とする「向日会」結成に参加、その後も大阪女流展などに作品を出品するなど制作を続ける。戦後は豊中市に居住したが、青年期のものに比肩し得る評価を得た作品は生まれなかった。昭和32年（1957年）に描かれた肉筆絵葉書が現存するも、没年は不詳である。

## 殉教（伴天連お春）
華羊の代表作「殉教（伴天連お春）」は「じゃがたらお春」の物語を題材とした作品であると従来より考えられてきた。しかし近年ではこの絵を、岡本綺堂作の新歌舞伎『切支丹屋敷』に登場する、キリスト教信仰を捨てなかったために自らの恋人でもある刑吏に処刑されるヒロイン・遊女朝妻の、その死の直前の姿を主題としたものではないか、とする説も有力視されるようになった。
史実では「じゃがたらお春」は日本人とイタリア人の混血女性であるが、華羊の画中の女性をそう見るには、その容貌はあまりにも日本人的であるし、彼女が着ている着物にも「朝」「妻」と読みうる文字風の文様が描きこまれている。『切支丹屋敷』の初演は1913年（大正2年）5月、東京・新富座でのことだが、それは華羊が池田蕉園に入門して指導を受けていた頃と時期を一にしており、蕉園とその夫・池田輝方は、『切支丹屋敷』で大きな役を演じた二代目市川左團次の出演する公演であれば同一の出し物に複数回足を運ぶこともあったほどの、熱烈なファンであった。そうした師匠夫妻やその門下生たちの会話、また行動を通じて、華羊が朝妻のことを知るのはごく自然なこと、と考えることもできる。また、桜の花は劇中の朝妻の死に密接にかかわる重要なモティーフであるが、それは華羊の絵の中でも大きな面積と存在感をもって扱われている。
華羊が「殉教」を出品した大正7年の第12回文展には、女性日本画家栗原玉葉も、同じ主題を扱う「朝妻桜」と題した作品を出品しているが、玉葉は『読売新聞』大正7年10月11日付に掲載されたインタビューで、自分と同じ題材を取り上げた大阪の画家がいるようだ、と語っている。一方、『時事新報』大正9年9月20日付夕刊は「栗原玉葉さんも‥‥信仰に悩める遊女を、また大阪の松本華羊さんも同じく『切支丹の女』を描く」と報じた。時期はやや下るが大正期の美術評論家・金井紫雲も、『婦人世界』誌・大正10年8月号に、第12回文展では栗原玉葉と松本華羊が同じ朝妻を描いたものの、栗原のみが入選した、という内容の文を掲載した。これはすでに見た彼女の受賞結果と合致している。